# Éclair au Chocolat (cheval)
Pour les articles homonymes, voir Éclair au chocolat.
Éclair au chocolat (1935-?) est un cheval de course pur-sang, vainqueur du Prix de l'Arc de Triomphe en 1938.    

## Carrière de course
Élevé par Édouard de Rothschild dans son Haras de Meautry, entraîné par Lucien Robert, Éclair au chocolat débute tôt à 2 ans, dans le Prix des Premiers Pas, mais sans briller, et sa saison s'arrête là. On le retrouve onze mois plus tard, à 3 ans, pour une rentrée victorieuse puis une deuxième place derrière Castel Fusano dans le Prix Matchem, qui lui ouvre les portes du Prix du Jockey Club. Mais dans le Derby français, le poulain n'existe pas et laisse Cillas, un élève de Marcel Boussac, se couvrir de gloire. Mais deux semaines après cette déroute, il retrouve le chemin du succès à Longchamp avant de s'offrir une première victoire de prestige dans le Grand Prix de Vichy durant l'été. 
À l'automne, Éclair au Chocolat prouve enfin qu'il est l'un des meilleurs poulains de sa génération en s'imposant dans le Prix Royal Oak, aux dépens de Castel Fusano, qui l'avait battu en début de saison, et Canot, le dauphin de Cillas à Chantilly. Puis c'est la consécration : un succès dans le Prix de l'Arc de Triomphe, deux longueurs devant Antonym et Canot. Resté à l'entraînement à 4 ans, Éclair au Chocolat est annoncé dans la Gold Cup, mais finalement il rentre prématurément au Haras de Meautry pour y devenir étalon. Il n'aura pas le temps d'y assurer une descendance puisque, comme de nombreux pur-sangs installés dans les grands haras de Normandie,, il est enlevé par l'armée allemande durant la Débâcle du printemps 1940 et envoyé dans un haras en Allemagne. 
Cette carrière avortée laissa toutefois une forte impression. Le jockey australien Rae Johnson déclara après la victoire dans le Prix de l'Arc de Triomphe qu'Éclair au Chocolat était le meilleur cheval de distance qu'il ait jamais vu depuis le légendaire Phar Lap. Dans leur livre de référence A Century of Champions, John Randall et Tony Morris font d'Éclair au Chocolat le 145e meilleur cheval, et le 30e meilleur cheval français du 20e siècle, et le deuxième meilleur poulain de la génération 1935 derrière l'invincible Nearco.

### Résumé de carrière
| Date         | Hippodrome  | Pays        | Course                    | Distance    | Jockey           | Place       | Écart       | Vainqueur ou deuxième |
| 1937, 2 ans  | 1937, 2 ans | 1937, 2 ans | 1937, 2 ans               | 1937, 2 ans | 1937, 2 ans      | 1937, 2 ans | 1937, 2 ans | 1937, 2 ans           |
| ------------ | ----------- | ----------- | ------------------------- | ----------- | ---------------- | ----------- | ----------- | --------------------- |
| 6 juin       | Chantilly   | France      | Prix des Premiers Pas     | 1 000 m     | Charles Bouillon | 6e / 14     | —           | Voltage               |
| 1938, 3 ans  |             |             |                           |             |                  |             |             |                       |
| 5 mai        | Longchamp   | France      | Prix de la Marne          | 2 000 m     | Charles Bouillon | 1er / 6     | 4           | The Spy               |
| 18 mai       | Le Tremblay | France      | Prix Matchem              | 2 300 m     | Charles Bouillon | 2e / 8      | 3/4         | Castel Fusano         |
| 12 juin      | Chantilly   | France      | Prix du Jockey Club       | 2 400 m     | Paul Villecourt  | 0 / 15      | —           | Cillas                |
| 23 juin      | Longchamp   | France      | Prix de Roquencourt       | 2 400 m     | Paul Villecourt  | 1er / 5     | 1 ½         | Frisquet              |
| 7 août       | Vichy       | France      | Grand Prix de Vichy       | 2 600 m     | Paul Villecourt  | 1er / 9     | 1 ½         | Cor de Chasse         |
| 18 septembre | Longchamp   | France      | Prix Royal Oak            | 3 000 m     | Charles Bouillon | 1er / 8     | 2           | Castel Fusano         |
| 9 octobre    | Longchamp   | France      | Prix de l'Arc de Triomphe | 2 400 m     | Charles Bouillon | 1er / 10    | 2           | Antonym               |

## Au haras
Présumé installé au haras Graditz & Altefeld en Allemagne, Éclair au Chocolat a laissé une minuscule production, une quinzaine de poulains répertoriés. Il n'a pas tracé, et nul ne sait quel fut son destin après 1945.  

## Origines
Éclair au Chocolat contribua largement au titre de tête de liste des étalons en France de son père Bubbles en 1938. Cet élève d'Édouard de Rothschild comptait parmi les meilleurs éléments de sa promotion, remportant le Prix Lupin et le Prix du Président de la République. Il fut lui aussi enlevé par les Allemands en 1940, qui , mais fut rapatrié en 1946. La mère, Honey Sweet, est une fille de Honeysuckle, l'une des bonnes pouliches de sa génération, lauréate du Prix de Pomone et du Prix de Malleret. 

### Pedigree
| Origines de Éclair au Chocolat (FR), mâle bai brun né en1935 | Origines de Éclair au Chocolat (FR), mâle bai brun né en1935 | Origines de Éclair au Chocolat (FR), mâle bai brun né en1935 | Origines de Éclair au Chocolat (FR), mâle bai brun né en1935 |
| ------------------------------------------------------------ | ------------------------------------------------------------ | ------------------------------------------------------------ | ------------------------------------------------------------ |
| Père Bubbles 1925                                            | La Farina 1911                                               | Sans Souci                                                   | Le Roi Soleil                                                |
| Père Bubbles 1925                                            | La Farina 1911                                               | Sans Souci                                                   | Sanctimony                                                   |
| Père Bubbles 1925                                            | La Farina 1911                                               | Malatesta                                                    | Isinglass                                                    |
| Père Bubbles 1925                                            | La Farina 1911                                               | Malatesta                                                    | Parisina                                                     |
| Père Bubbles 1925                                            | Spring Cleaning 1915                                         | Neil Gow                                                     | Marco                                                        |
| Père Bubbles 1925                                            | Spring Cleaning 1915                                         | Neil Gow                                                     | Chelandry                                                    |
| Père Bubbles 1925                                            | Spring Cleaning 1915                                         | Spring Night                                                 | Chesterfield                                                 |
| Père Bubbles 1925                                            | Spring Cleaning 1915                                         | Spring Night                                                 | Silent Night                                                 |
| Mère Honey Sweet 1927                                        | Kircubbin 1918                                               | Captivation                                                  | Cyllene                                                      |
| Mère Honey Sweet 1927                                        | Kircubbin 1918                                               | Captivation                                                  | Charm                                                        |
| Mère Honey Sweet 1927                                        | Kircubbin 1918                                               | Avon Hack                                                    | Hackler                                                      |
| Mère Honey Sweet 1927                                        | Kircubbin 1918                                               | Avon Hack                                                    | Avonbeg                                                      |
| Mère Honey Sweet 1927                                        | Honeysuckle 1919                                             | Bay Cherry                                                   | Bay Ronald                                                   |
| Mère Honey Sweet 1927                                        | Honeysuckle 1919                                             | Bay Cherry                                                   | Saintfield                                                   |
| Mère Honey Sweet 1927                                        | Honeysuckle 1919                                             | Honey                                                        | Sans Souci                                                   |
| Mère Honey Sweet 1927                                        | Honeysuckle 1919                                             | Honey                                                        | Ambrosine (Family: 4-e)                                      |